# Emil Abderhalden
Emil Abderhalden (Oberuzvil, Sankt Gallen kanton, 1877. március 9. – Zürich, 1950. augusztus 5.) svájci biokémikus és fiziológus.

## Élete
Orvostudományt tanult a bázeli egyetemen, doktori fokozatát 1902-ben szerezte. Ezután Emil Fischer híres laboratóriumában tanult tovább, majd a berlini egyetemen dolgozott. 1911-ben a hallei egyetem orvosi karán fiziológiát tanított. 1931 és 1950 közt a Német Természettudományi Akadémia, a Leopoldina 20. elnöke volt. 1936-ban a Pápai Tudományos Akadémia (Pontifical Academy of Sciences) tagjává nevezték ki. Az első világháború alatt egy gyermekkórházat hozott létre, s megszervezte az alultáplált német gyermekek Svájcba utaztatását. Ezután folytatta tudományos kutatásait, tanulmányozni kezdte az anyagcserét, valamint az élelmiszerkémiát. A második világháború után visszatért svájcba, ahol a zürichi egyetem tanára lett. A 15262 Abderhalden aszteroidát róla nevezték el.

## Munkássága

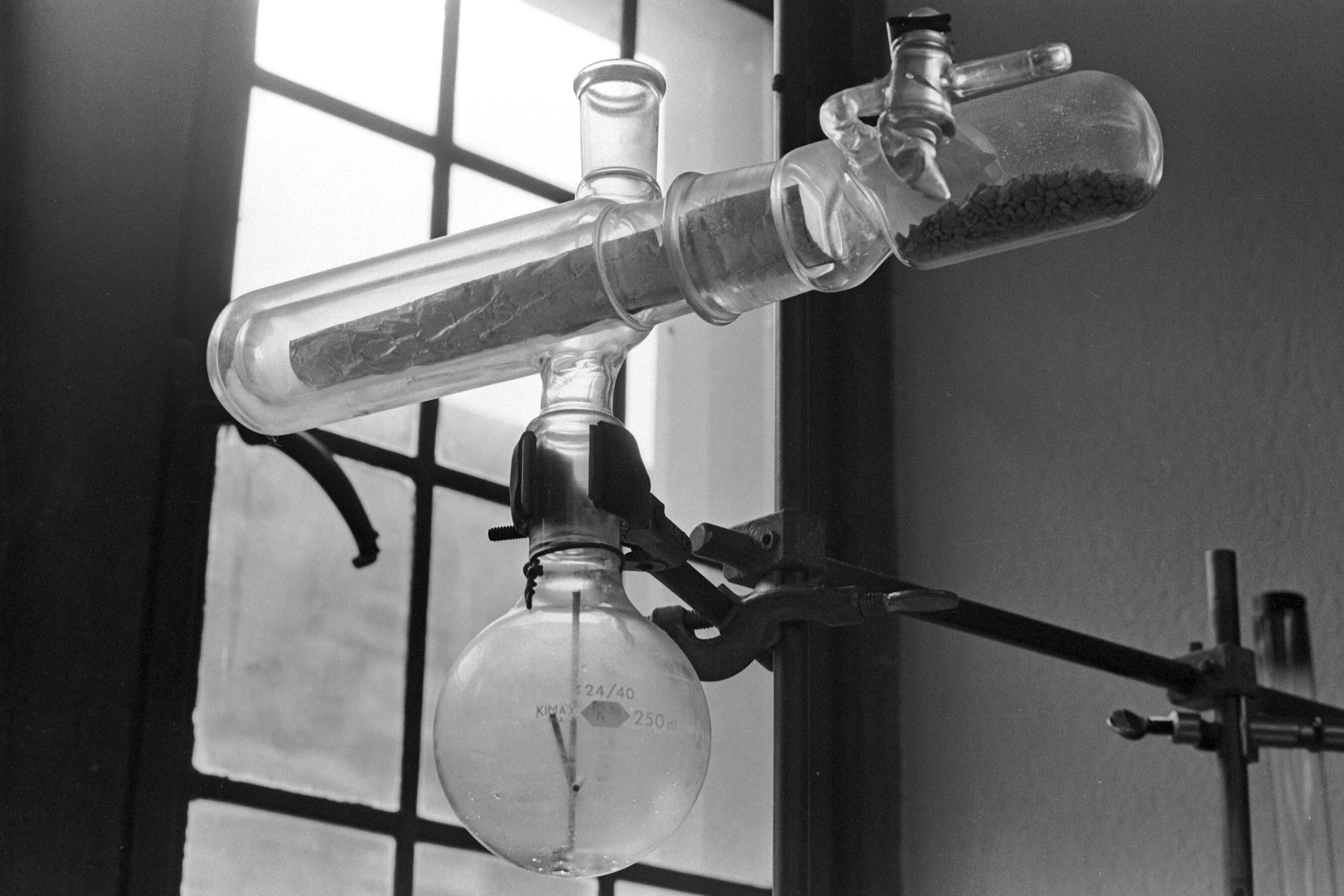
Abderhalden szárító pisztolya

Abderhalden elsősorban a terhességi vérvizsgálatról, a vizeletben található cisztin vizsgálatáról és az  Abderhalden–Kaufmann–Lignac szindróma leírásáról ismert. Kiterjedt kutatásokat végzett a fehérjék, polipeptidek és enzimek kutatásának terén is. Nevéhez fűződik a ma Abderhalden szárító pisztolya néven ismert laboratóriumi eszköz feltalálása is. 

## Válogatott munkái
- Bibliographie der gesamten wissenschaftlichen Literatur über den Alkohol und den Alkoholismus. Unter Mitw. von ... und mit Unterstützung der Kgl. Akademie der Wissenschaften in Berlin. Berlin and Vienna, Urban & Schwarzenberg, 1904.
- Lehrbuch der physiologischen Chemie in 30 Vorlesungen von Emil Abderhalden. Berlin and Vienna, Urban & Schwarzenberg, 1906.
- Neuere Ergebnisse auf dem Gebiete der speziellen Eiweisschemie. Jena 1909.
- Physiologisches Praktikum. Berlin 1912
- Schutzfermente des tierischen Organismus. Berlin, 1912
- Synthese der Zemmbausteine in Pflanze und Tier. Berlin, 1912
- Die Grundlagen unserer Ernährung und unseres Stoffwechsel. Berlin, 1917

## Fordítás
- Ez a szócikk részben vagy egészben  az   Emil Abderhalden című angol Wikipédia-szócikk ezen változatának fordításán alapul.  Az eredeti cikk szerkesztőit annak laptörténete sorolja fel. Ez a jelzés csupán a megfogalmazás eredetét és a szerzői jogokat jelzi, nem szolgál a cikkben szereplő információk forrásmegjelöléseként.